# Монжермон
Монжермон (фр. Montgermont) — коммуна на северо-западе Франции, находится в регионе Бретань, департамент Иль и Вилен, округ Ренн, кантон Беттон. Пригород Ренна, примыкает к нему с севера, в 3 км от кольцевой автомобильной дороги вокруг Ренна N136.
Население (2018) — 3 440 человек.

## Достопримечательности
- Церковь Святого Мартина XV—XIX веков

## Экономика
Структура занятости населения:
- сельское хозяйство — 0,5 %
- промышленность — 7,3 %
- строительство — 9,4 %
- торговля, транспорт и сфера услуг — 60,6 %
- государственные и муниципальные службы — 22,2 %

Уровень безработицы (2018) — 8,5 % (Франция в целом — 13,4 %, департамент Иль и Вилен — 10,4 %). 

Среднегодовой доход на 1 человека, евро (2018) — 25 050 (Франция в целом — 21 730, департамент Иль и Вилен — 22 230).

## Демография
Динамика численности населения, чел.

## Администрация
Пост мэра Монжермона с 2020 года занимает Лоран Призе (Laurent Prizé). На муниципальных выборах 2020 года возглавляемый им список был единственным.
| Период | Период | Фамилия         | Партия       | Примечания                           |
| ------ | ------ | --------------- | ------------ | ------------------------------------ |
| 1976   | 1983   | Жан Бёнель      | Разные левые | врач                                 |
| 1983   | 1989   | Анри Ле Полотек |              | работник Insee                       |
| 1989   | 1995   | Бертран Дуар    | Разные левые | преподаватель математики             |
| 1995   | 2014   | Ален Пулар      | Разные левые | преподаватель математики             |
| 2014   | 2020   | Брижитт Ле Мен  | Разные левые | менеджер банковского агентства       |
| 2020   |        | Лоран Призе     | Разные левые | Менеджер по работе с клиентами банка |